# Гостагаєвська
Гостагаєвська — станиця в Краснодарському краї, Росія. Входить до складу муніципального утворення місто-курорт Анапа. Центр Гостагаєвського сільського округу.
Населення — 9772 (2010), друге місце по району.
Станиця лежить у передгірній зоні, на березі річки Гостагайка (Гюстюгай, Востагай) і її приток (басейн Витязевського лиману Чорного моря), за 22 км північно-західніше міста Анапа. Залізнична станція Гостагаєвська лежить за 10 км на захід від станиці в селищі Нижня Гостагайка.
Станиця оточена виноградниками.
Заснована в 1862. У 1829 році, після війни із Туреччиною, до Росії відійшло узбережжя Чорного моря від гирла Кубані до Аджарії. На узбережжі зводяться фортеці, які утворили Чорноморську берегову лінію. У 1842 році побудовано остання фортеця лінії — Гостагаєвське. Воно увійшло історію героїчним відбитком нападу горців (за різними джерелами від 5 до 10 тисяч осіб) вранці 26 липня 1853 року. Дії гарнізону фортеці отримали високу оцінку командування. Кількох офіцерів й з нижніх чинів підвищили в званнях. Військового начальника Гостагаєвської фортеці капітана Франца Вояковського було нагороджено орденом св. Георгія 4 ступеня, четверо офіцерів — орденами Святий Анни 4 ступеня з написом «За хоробрість», батальйонний лікар — орденом Святої Анни 4 ступеня, але без наднапису. У Гостагаєвському музеї (керівник Малихін В. І.) зібрані цікаві матеріали з приводу історії станиці, у тому числі на почесному місці — повний перелік всіх 336 козацьких сімей, заснувавших станицю (оригінал списку зберігається в ГАКК), із зазначенням віку кожного члена сім'ї.